# Henry Slade
Pour les articles homonymes, voir Slade (homonymie).

a Compétitions nationales et continentales officielles uniquement.

b Matchs officiels uniquement.
Dernière mise à jour le 7 août 2023.
Henry Slade, né le 19 mars 1993 à Plymouth (Royaume-Uni), est un joueur international anglais de rugby à XV jouant au poste de demi d'ouverture ou de centre en Premiership avec les Exeter Chiefs depuis 2011, ainsi qu'en équipe d'Angleterre depuis 2015.
Slade est vice-champion du monde en 2019, échouant en finale contre l'Afrique du sud.

## Biographie

### Jeunesse et formation
Henry Slade naît dans le Sud-Ouest de l'Angleterre à Plymouth (Comté du Devon). Il est le grand-neveu de l'ancien joueur de football du Portsmouth Football Club, Geoff Williamson.
Il y étudie d'abord la biologie, l'éducation physique et le graphisme au Plymouth College (en) et est, depuis son transfert aux Exeter Chiefs en 2011, étudiant en Sciences du sport à l'Université d'Exeter,.

### Carrière en club
Formé dans sa ville natale au sein du Plymouth Albion Rugby Football Club, il devient professionnel pour la saison 2011-2012 en signant aux Exeter Chiefs. Il ne participe cependant à aucun match avec l'équipe première et ne fait que quelques apparitions en RFU Championship avec le club de Plymouth, dans lequel il est prêté.
Lors de la saison 2012-2013, il est encore engagé aussi bien avec Plymouth qu'avec Exeter. Il fait ses débuts en première division contre les London Welsh le 13 avril 2013, remplaçant Gareth Steenson et marquant ses premiers points pour l'occasion : une transformation. Il ne joue cependant qu'un seul autre match, mais participe à la coupe anglo-galloise lors de laquelle il joue 3 matchs et inscrit 31 points,. Lors de cette saison, Exeter finit 6e du championnat, se qualifiant pour la Coupe d'Europe pour la saison suivante.
Slade est beaucoup plus utilisé lors de la saison suivante, puisqu'il joue un total de 18 matches dont 6 comme titulaire. C'est aussi l'année où il découvre l'Europe en prenant part aux 6 matchs de son équipe engagée en H-Cup ; il inscrit 21 points mais son équipe finit troisième de la poule et est éliminée de la compétition avant les phases finales. Dans le championnat domestique, Exeter termine 8e et se qualifie pour la « petite » coupe d'Europe : le Challenge européen.
La saison 2014-2015 voit Henry Slade exploser au plus haut niveau, puisqu'il est l'ouvreur titulaire de son équipe (22 matches joués, tous titulaire) et qu'il est élu meilleur joueur du championnat du mois de février. Exeter termine la saison à la 5e place et est éliminée en demi-finales du Challenge européen. Il est surtout appelé par Stuart Lancaster pour faire partie du groupe de préparation à la Coupe du monde 2015, et est sélectionné pour la première fois avec l'équipe nationale lors des matchs de préparation.
Durant la saison 2019-2020, son club est dans un premier temps finaliste de la Coupe d'Europe contre le Racing 92. Il est titulaire et marque un essai dans ce match qui se termine par une victoire anglaise 31 à 27,. En championnat son équipe est également finaliste. Les Chiefs rencontrent les Wasps. Henry Slade est titularisé, marque le seul essai d'Exeter et les siens l'emportent 19 à 13 et réalisent ainsi le doublé Coupe d'Europe/Championnat,. 
En 2020-2021, Exeter se qualifie jusqu'en finale du championnat pour la sixième fois consécutive où il affronte les Harlequins. Pour cette rencontre, Henry Slade est titulaire au centre accompagné par Ollie Devoto. Son équipe est cependant battue de justesse en toute fin de match et s'incline sur le score de 38 à 40,.

### Carrière en équipe nationale
Henry Slade joue dans toutes les sélections de jeunes, avec les moins de 18 ans (2010-2011, plusieurs essais inscrits pour 10 matchs joués), les moins de 19 ans (2011) et les moins de 20 ans (2012-2013), avec qui il participe au Tournoi des Six Nations 2013 des moins de 20 ans ainsi qu'au Championnat du monde junior 2013 (tous les deux remportés),. L'entraîneur de l’England Academy dit de lui : « sa façon de jouer me rappelle un jeune Toby Flood ou Rory Clegg (en). »
Il joue par ailleurs trois fois pour les England Saxons (depuis janvier 2014) et porte pour la première fois le maillot de la Rose le 1er juin 2014 contre les Barbarians (15 points).
C'est face à la France, le 15 août 2015 lors d'un match gagné 19 à 14 à l'occasion des matchs de préparation de la Coupe du monde, où il est titulaire avec le numéro 13, qu'il obtient sa première cape. Il est sélectionné dans la foulée pour la coupe du monde. Il ne prend pas part aux trois premiers matchs de l'Angleterre, au terme desquels son pays est éliminé, mais est titulaire contre l'Uruguay contre qui il inscrit un son premier essai international.
À l'occasion d'un match de championnat le 5 décembre 2015, Henry Slade se blesse gravement à la jambe : son entraîneur envisage de l'opérer ; sa participation au Tournoi des Six Nations 2016 est compromise.
Il participe à la tournée de novembre 2016 lors de laquelle il joue centre contre les Fidji et arrière contre l'Argentine, deux matchs gagnés à Twickenham.
Il participe à son premier Tournoi des Six Nations en février 2017, contre l'Italie, en tant que trois-quarts centre. Il ne prend part qu'à un match de la compétition, mais est appelé pour la tournée de juin, où il joue deux fois contre l'Argentine.
En juillet 2019, il est sélectionné en équipe nationale pour préparer la Coupe du monde 2019.
Fin juin 2023, il est sélectionné avec le XV de la Rose par Steve Borthwick dans un groupe de 41 joueurs pour les matchs de préparation à la Coupe du monde 2023,, mais n'est finalement pas retenu dans le groupe final, à la surprise générale,.
Il est ensuite sélectionné pour le Tournoi des Six Nations 2024.

## Statistiques en équipe nationale
- 73 sélections (55 fois titulaire)[1]
- 53 points (9 essais et 4 transformations)
- Sélections par année : 2 en 2015, 2 en 2016, 6 en 2017, 6 en 2018, 11 en 2019, 8 en 2020, 9 en 2021, 9 en 2022 , 5 en 2023 et 12 en 2024

En Coupe du monde :
- 2015 : 1 sélection (Uruguay)
- 2019 : 5 sélections (Tonga, Argentine, Etats-Unis, Australie, Afrique du Sud)

## Palmarès

### En club
- Exeter Chiefs
  - Vainqueur de la Coupe anglo-galloise en 2014 et 2018
  - Finaliste de la Coupe anglo-galloise en 2015
  - Vainqueur du Championnat d'Agleterre en 2017 et 2020
  - Finaliste du Championnat d'Agleterre en 2016, 2018, 2019 et 2021
  - Vainqueur de la Coupe d'Europe en 2020

### En équipe nationale
- Angleterre -20
  - Vainqueur de la Coupe du monde des moins de 20 ans en 2013[7]
  - Vainqueur du Tournoi des Six Nations des moins de 20 ans en 2013[7]
- Angleterre
  - Vainqueur du Tournoi des Six Nations en 2017 et 2020
  - Vainqueur de la Triple Couronne en 2020
  - Vainqueur de la Coupe d'automne des nations en 2020

### Distinctions personnelles
- RPA Young Player of the Year en 2015[réf. souhaitée].
- Premiership Player of the Month en février 2015[3].
- Meilleur joueur du Championnat d'Angleterre en 2024.
- Membre de l'équipe-type du Championnat d'Angleterre en 2024.